# VTJ Pardubice
VTJ Pardubice – nieistniejący czechosłowacki, a następnie czeski wojskowy klub rugby z ostatnią siedzibą w Pardubicach, sześciokrotny mistrz Czechosłowacji.

## Historia
Sekcja rugby została założona w wojskowym klubie ATK Praha w 1949 roku i już w tym samym roku została mistrzem kraju. W ciągu kolejnych pięciu lat jeszcze czterokrotnie zdobyła ten tytuł, po czym została przeniesiona do Bratysławy. Ostatni raz mistrzostwo Czechosłowacji zdobyła w 1970 roku występując w mieście Přelouč niedaleko Pardubic. W 1994 roku rozkazem 43/95 ministra obrony klub przestał istnieć.

### Historyczne nazwy klubu
- 1949–1953 ATK Praha (Armádní tělovýchovný klub Praha)
- 1953–1955 ÚDA Praha (Ústřední dům armády Praha)
- 1955–1956 Dukla Praha
- 1957–1961 Dukla Bratislava
- 1962–1968 Dukla Pardubice
- 1970–1992 Dukla Přelouč
- 1992–1994 VTJ Pardubice (Vojenská Tělovýchovná Jednota Pardubice)

## Sukcesy
- Mistrzostwo Czechosłowacji (6):  1949, 1951, 1952, 1953, 1954, 1970